# 陰潤
陰潤（？—？），字伯玉，號太峯，山西省平陽府芮城縣（今山西省芮城縣）人。

## 生平
崇禎六年癸酉山西鄉試第十六名舉人，七年（1634年），联登甲戌科會試第二百八十六名，廷試三甲第二名進士，工部觀政，本年六月授行人司行人，十二年考选，授禮科給事中，十四年降为陕西按察司照磨。崇禎十六年，改吏科給事中。明朝滅亡後，歸附清朝，授吏科右給事中。順治四年，改工科左給事中、禮科給事中、會試同考官、工科右給事中。順治八年，改戶科左給事中。

## 家族
曾祖阴静，誥赠奉政大夫；祖阴象坤，甲午举人、登州府同知；父阴启光，戊午举人。